# Aldermanita
L'aldermanita és un mineral de la classe dels fosfats. Va ser anomenada per Ian R. Harrowfield, Edgar Ralph Segnit, i John. A. Watts l'any 1981 en honor d'Arthur Richard Alderman (1901–1980), professor de geologia i mineralogia de la Universitat d'Adelaida, Austràlia.

## Característiques
L'aldermanita és un fosfat, i la seva fórmula va ser redefinida l'any 2021: [Mg(H₂O)₆][Na(H₂O)₂Al₃(PO₄)₂(OH)₆]⋅H₂O. Cristal·litza en el sistema ortoròmbic, és incolora i la seva ratlla és de color blanc.
Segons la classificació de Nickel-Strunz, l'aldermanita pertany a «08.DE: fosfats, amb cations només de mida mitjana, (OH, etc.):RO₄ = 3:1» juntament amb els següents minerals: senegalita, fluellita, bulachita, zapatalita, ceruleita, juanitaita i iangreyita.

## Formació i jaciments
Es troba com a mineral secundari en cavitats en dipòsits de fosfats sedimentats metamorfosats, formada per l'alteració de la fluellita, amb la qual se'n troba associada.